# Arnold Pannartz

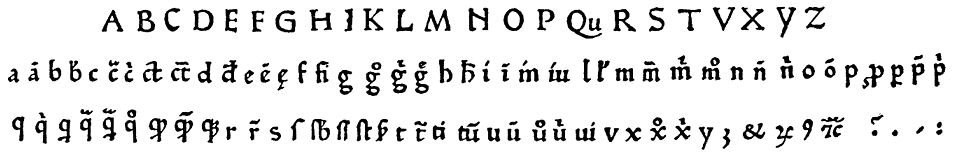
Ukázka písma Pannartze a Sweinheima, zřejmě první podoba římského fontu

Arnold Pannartz (též jako Arnoldus Pomnartz apod., Praha – před květnem 1476 Řím) byl křesťanský mnich a typograf z Čech. Společně s Konradem Sweynheymem přinesli do Itálie tiskařskou techniku prvotisk, tj. tisku s pohyblivými literami.

## Činnost
Roku 1464 byli oba mniši přijati v benediktinském klášteře Santa Scolastica v Subiacu, osídleném především německými a vlámskými mnichy. Pannartz přijal tonsuru, směl tudíž pobývat v klášteře. Společně se Sweynheymem zde zřídil první typografickou dílnu na italském území.
V létě 1467 oba mniši odešli do Říma, kde spolupracovali mj. s humanistou biskupem Giovannim Andreou Bussim.